# Ett litet ljus
Ett litet ljus är en sång skriven av Jörgen Andersson och Lennart Dahlberg. Den spelades in av Kellys och var första spåret på bandets album samma namn, som utkom 1996. Låten fanns på Svensktoppen under 29 veckor mellan 27 juli 1996 och 30 december 1997 med första plats som bästa placering.Det var den första låten bandet fick in på Svensktoppen.
Sångtexten handlar om ett par, där den ena är spelemannen, som möts under en logdanskväll år 1922. De lever sedan tillsammans i flera år innan maken avlider, och paret visar sig vara jag-personens morföräldrar. Sången har bland annat spelats under begravningar i Sverige.

## Andra inspelningar
Låten har blandat annat även spelats in av Matz Bladhs på albumet 20 gobitar 2005 från 2004. och av Jenny Saléns på albumet Nu bubblar blodet från 2012.

### Fotnoter
1. ↑  Ett litet ljus på Svensk mediedatabas
2. ↑  ”Ett litet ljus”. Nostalgilistan. https://www.nostalgilistan.se/kellys-666/ett-litet-ljus-2172. Läst 14 maj 2017.
3. ↑  Michael Nystås (3 december 1996). ”Ett litet ljus kom och fördärvade allt” (på svenska). https://wwwc.aftonbladet.se/noje/kron/d961203.html. Läst 14 maj 2017.
4. ↑  ”Begravning” (på svenska). Hela Hälsingland. 25 oktober 2018. https://www.helahalsingland.se/artikel/begravning-margit-sandstrom. Läst 19 oktober 2020.
5. ↑  20 gobitar 2005 på Svensk mediedatabas
6. ↑  Nu bubblar blodet på Svensk mediedatabas